# إلبيردغ ستريتر بروكس
إلبيردغ ستريتر بروكس (بالإنجليزية: Elbridge Streeter Brooks) هو كاتب وكاتب للأطفال أمريكي، ولد في 14 أبريل 1846 في لوويل في الولايات المتحدة، وتوفي في 7 يناير 1902 في سومرفيل في الولايات المتحدة.